# تقی‌آباد (ورامین)
تقی‌آباد روستایی در دهستان بهنام وسط شمالی بخش مرکزی شهرستان ورامین استان تهران ایران است.

## جمعیت
بر پایه سرشماری عمومی نفوس و مسکن در سال ۱۳۹۵ جمعیت این روستا ۲۲ نفر (۹خانوار) بوده‌است.